# Liste der Monuments historiques in Jorxey
Die Liste der Monuments historiques in Jorxey führt die Monuments historiques in der französischen Gemeinde Jorxey auf.

## Liste der Objekte
| Bezeichnung                          | Beschreibung                                          | Standort                     | Kennzeichnung | Schutzstatus | Datum | Bild |
| ------------------------------------ | ----------------------------------------------------- | ---------------------------- | ------------- | ------------ | ----- | ---- |
| Skulptur Heiliger Antonius von Padua | Holz, farbig gefasst, Mitte des 18. Jahrhunderts      | in der Kirche St-Èvre (Lage) | PM88000481    | Classé       | 1965  |      |
| Chorgestühl und Wandvertäfelung      | Holz, teilweise bemalt, 18. Jahrhundert               | in der Kirche St-Èvre (Lage) | PM88000490    | Classé       | 1982  |      |
| Zwei Kirchenfenster                  | aus dem 16. Jahrhundert                               | in der Kirche St-Èvre (Lage) | PM88000483    | Classé       | 1982  |      |
| Schranke der Taufkapelle             | Schmiedeeisen                                         | in der Kirche St-Èvre (Lage) | PM88001536    | Inscrit      | 1984  |      |
| Kruzifix                             | Holz, um 1730                                         | in der Kirche St-Èvre (Lage) | PM88000479    | Classé       | 1951  |      |
| Hauptaltar                           | Holz, vergoldet, 18. Jahrhundert                      | in der Kirche St-Èvre (Lage) | PM88000480    | Classé       | 1960  |      |
| Rosenkranzaltar                      | Holz, farbig gefasst und vergoldet, 18. Jahrhundert   | in der Kirche St-Èvre (Lage) | PM88000484    | Classé       | 1982  |      |
| Kanzel                               | Holz, bemalt und vergoldet, Ende des 18. Jahrhunderts | in der Kirche St-Èvre (Lage) | PM88000491    | Classé       | 1982  |      |
| Skulptur eines Bischofs              | 19. Jahrhundert                                       | in der Kirche St-Èvre (Lage) | PM88001534    | Inscrit      | 1984  |      |
| Zwei Skulpturen                      | 18. Jahrhundert                                       | in der Kirche St-Èvre (Lage) | PM88001537    | Inscrit      | 1984  |      |
| Kirchenbänke                         | Holz                                                  | in der Kirche St-Èvre (Lage) | PM88001538    | Inscrit      | 1984  |      |
| Zwei Engelsskulpturen                | 19. Jahrhundert                                       | in der Kirche St-Èvre (Lage) | PM88001535    | Inscrit      | 1984  |      |
| Pietà                                | Stein, farbig gefasst, 16. Jahrhundert                | in der Kirche St-Èvre (Lage) | PM88000482    | Classé       | 1965  |      |
| Nikolausaltar                        | Holz, farbig gefasst und vergoldet, 18. Jahrhundert   | in der Kirche St-Èvre (Lage) | PM88000485    | Classé       | 1982  |      |